# Alte Synagoge (Sopron)

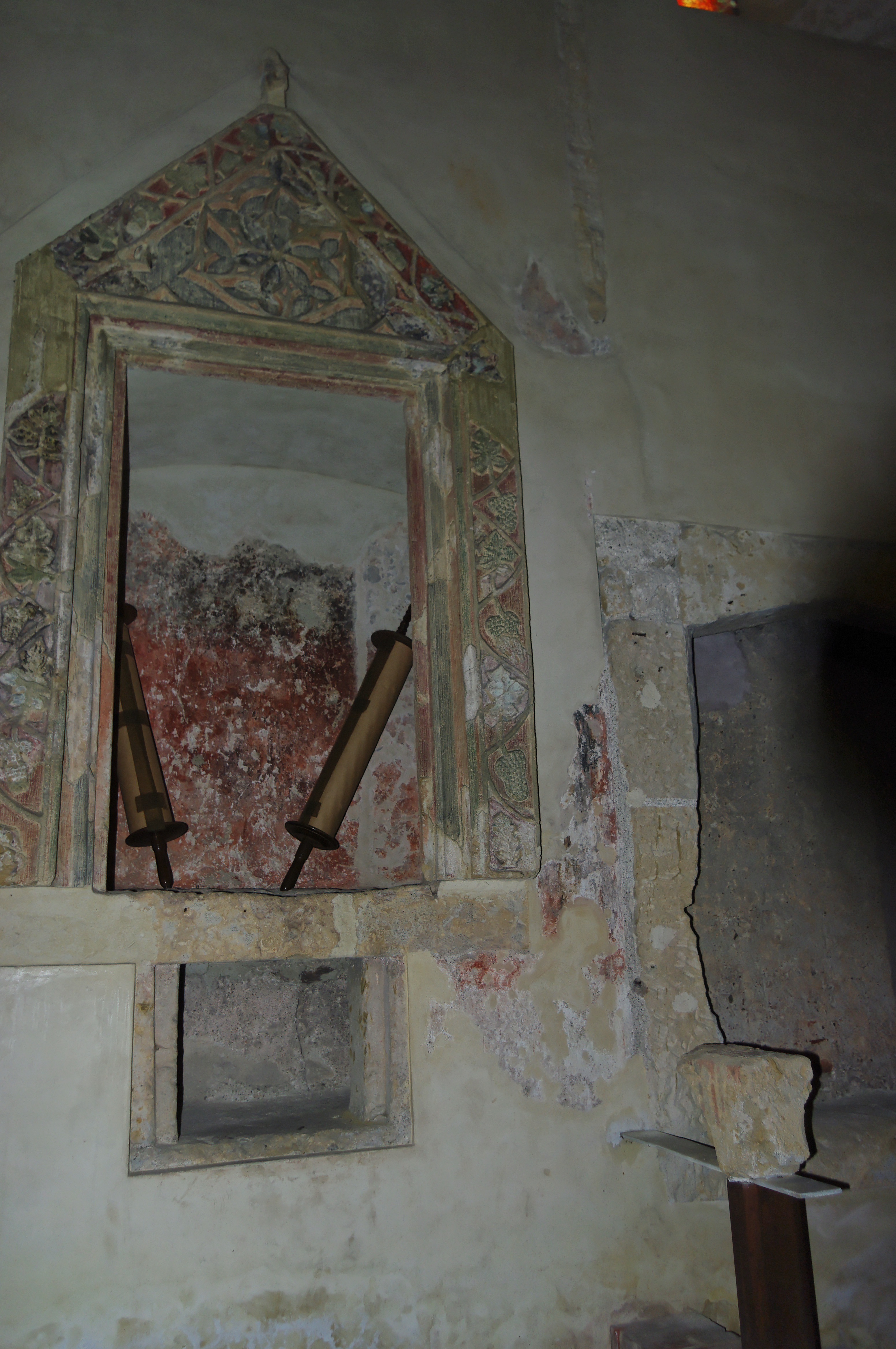
Toraschrein, alte Synagoge

Die Alte Synagoge (ungarisch Ózsinagóga) war eine Synagoge in der ungarischen Stadt  Sopron. Seit dem 13. Jahrhundert lebten in der Neugasse (ungarisch Új utca) in Sopron 10 bis 16 jüdische Familien. Anfang des 14. Jahrhunderts entstand eine Synagoge im Stil der Gotik mit rituellem Bad. Vom Eingang gelangt man zu einem großen Saal, dessen Hauptportal mit einem Spitzbogen und Tympanon aus dem Jahr 1300 geschmückt ist. Der Thoraschrein zeigt einen reich geschmückten Steinrahmen und ein Tympanon mit Bemalung (Trauben und Blättern). Teile des sechseckigen Lesepults sind noch original erhalten.
1526 wurden die Juden aus Sopron vertrieben, die Synagoge wurde zum Wohnhaus umgebaut. 1967 wurde das Gebäude restauriert.
Es beherbergt heute das Synagogen-Museum Sopron (ungarisch Soproni Múzeum - Középkori "Ó" Zsinagóga).

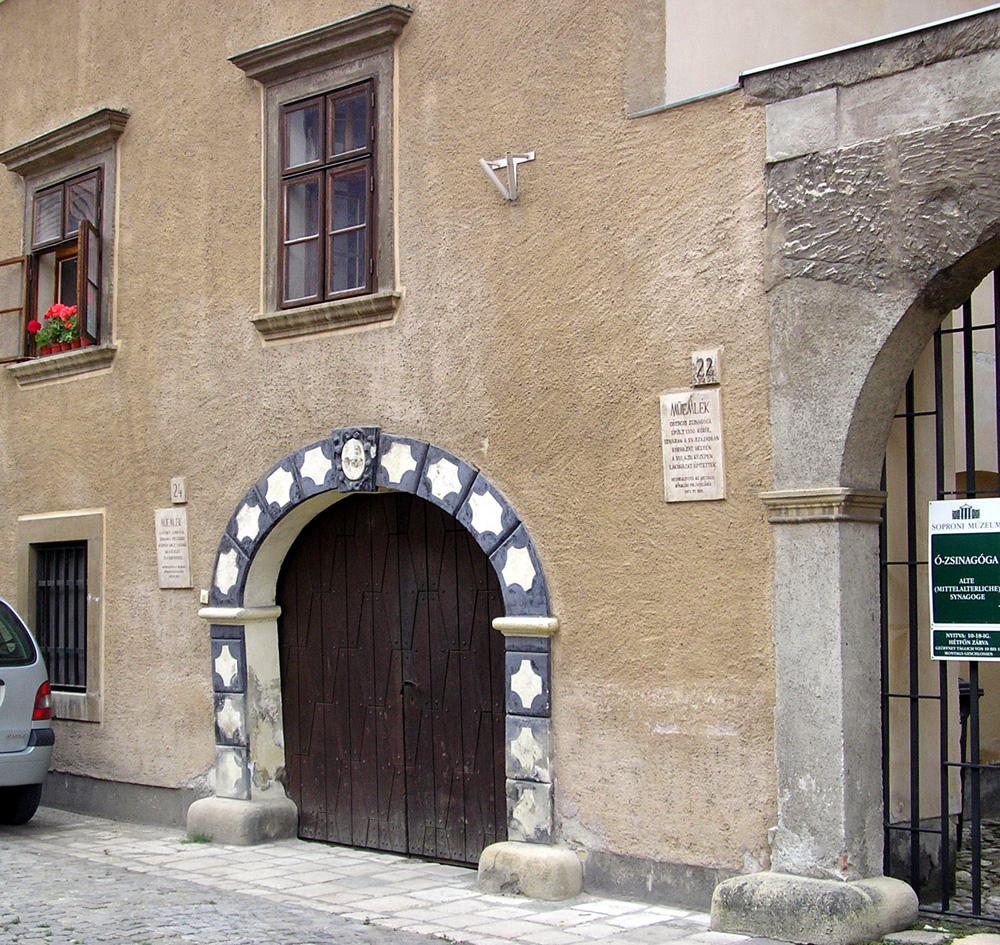
Eingang zum Wohnhaus an der Straße; die ehemalige "Alte Synagoge" in Sopron liegt im Hof
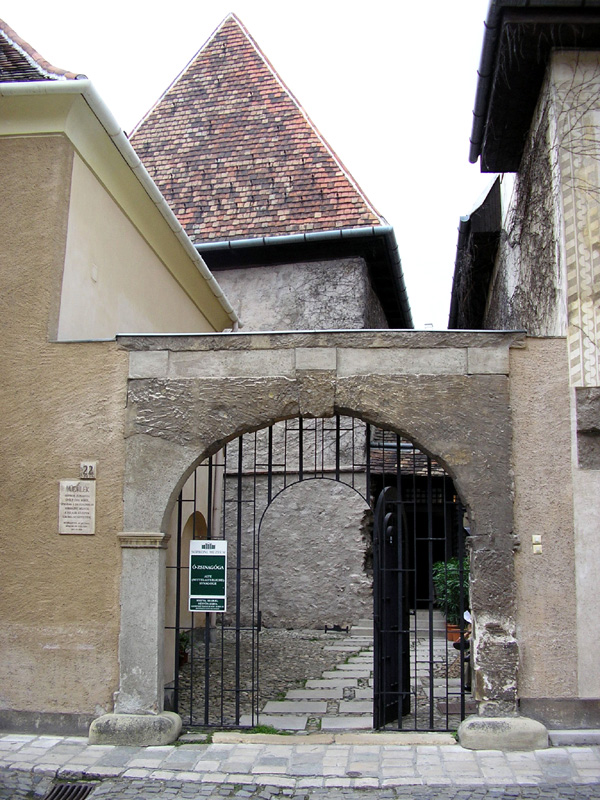
Tor zum Hof der ehemaligen Alten Synagoge
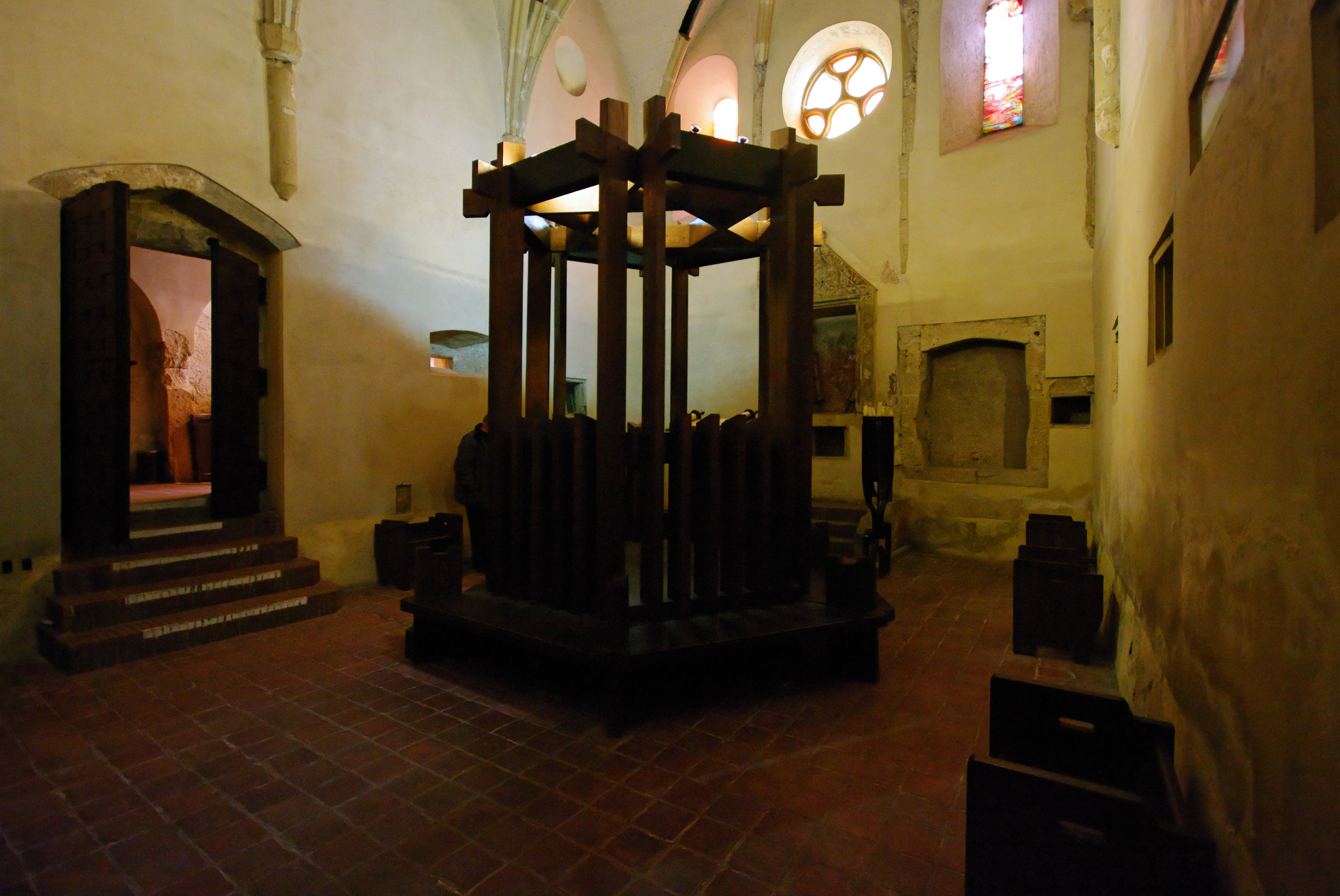
Blick in den Hauptraum der Synagoge mit der Bima (Lesepult)
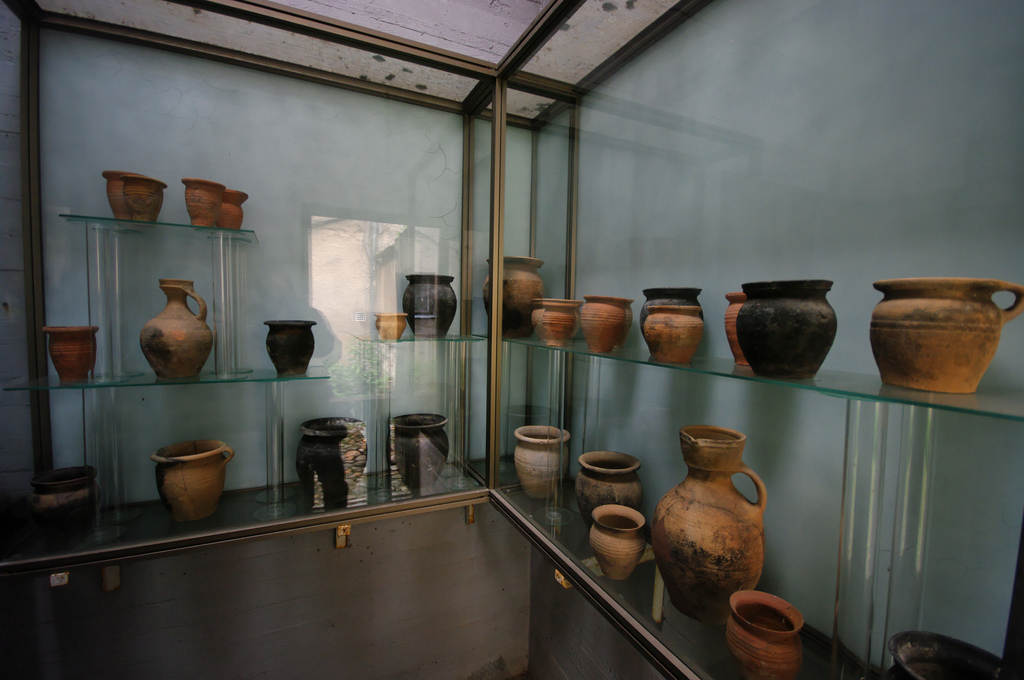
Mittelalterliche Keramik und Artefakte im Museum der Alten Synagoge in Sopron